# Alta (Utah)
Alta je město v okresu Salt Lake County ve státě Utah. K roku 2010 zde žilo 383 obyvatel. S celkovou rozlohou 10,5 km² byla hustota zalidnění 36,5 obyvatel na km².